# Lengeler

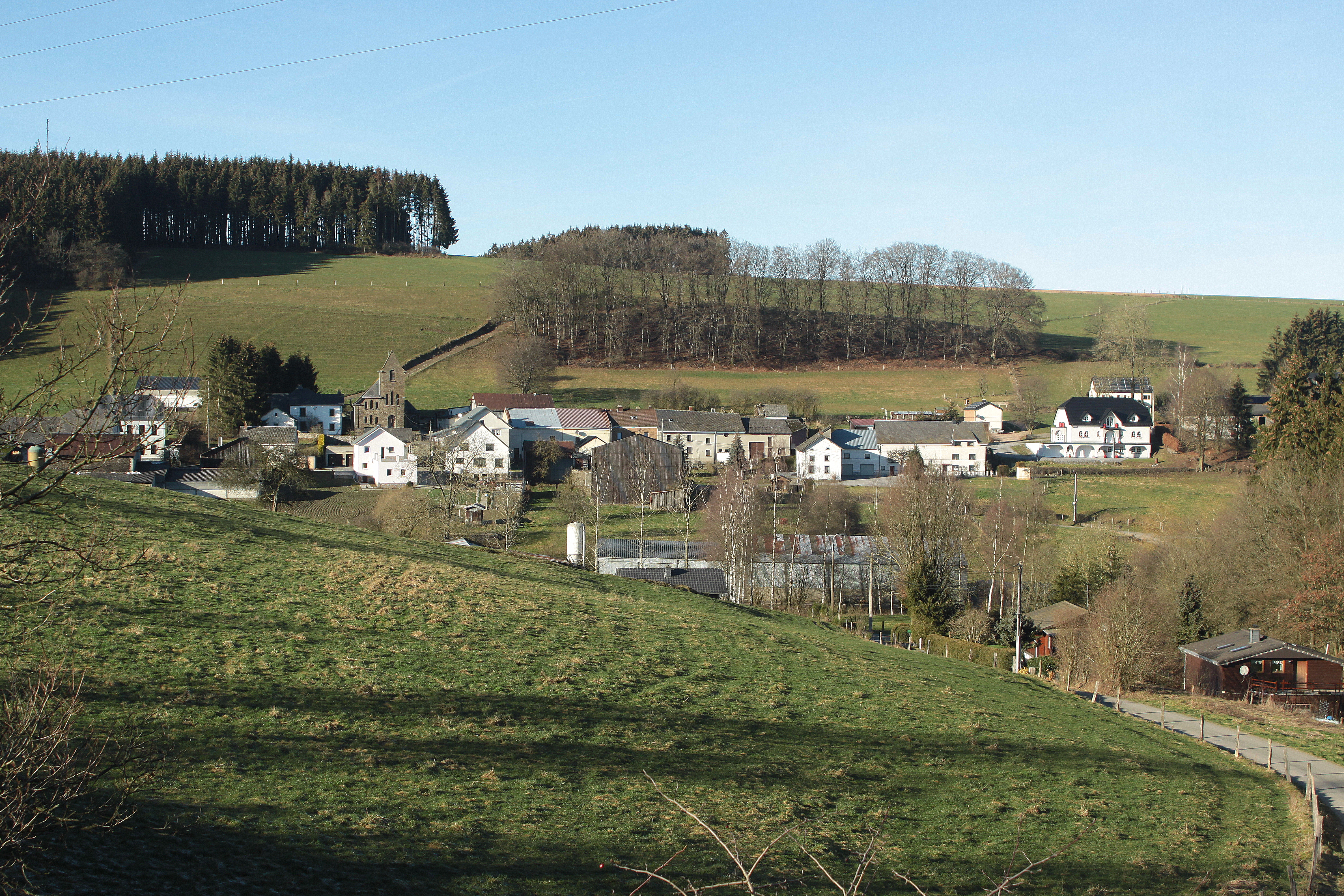
Blick auf Lengeler

Lengeler ist ein Dorf in der belgischen Eifel mit 160 Einwohnern, das zur Gemeinde Burg-Reuland in der Deutschsprachigen Gemeinschaft gehört.

## Geografie
Lengeler liegt rund 14 Kilometer südlich der Stadt Sankt Vith und nur rund 1,5 Kilometer nördlich der luxemburgischen Staatsgrenze. Der Ort liegt im Tal des Walhauserbaches, ein Nebenfluss im Flusssystem der Ulf.

## Geschichte
Der Name des Dorfes leitet sich wahrscheinlich vom lateinischen longus bzw. dem deutschen Wort lang ab, eventuell aufgrund seiner Lage im langgestreckten Talgrund. Bis zum Ende des 18. Jahrhunderts gehörte Lengeler zum Hof Thommen.
In kirchlicher Hinsicht hat Lengeler immer zur Pfarrei Dürler gehört. Wann die erste Kapelle erbaut worden ist lässt sich nicht feststellen. Sie wird zuerst erwähnt in dem Visitationsbericht des Dechanten des Dekanates Stavelot und des Pfarrers von Aldringen im Jahre 1728. Der Visitationsbericht ist auch deswegen bemerkenswert, weil er von einem sonderbaren Brauch erzählt, welcher damals in Lengeler ausgeübt wurde. Es heißt dort: In Lengeler werden die Kinder, welche vor der Taufe gestorben sind, auf dem Altar des heiligen Dionysius und Cornelius vor einem angeblich wundertätigen Bild aufgestellt. Wenn sich dann an den verstorbenen Kindern eine gewisse Röte oder Tränen in den Augen oder irgendwie Blut oder ähnliche Merkmale zeigen, so wird angenommen, dass, noch Leben in demselben sei, und sie werden von einer Frau aus dem Dorfe namens Catharina Michels bedingungsweise getauft. Der Dechant macht diesem Missbrauch ein Ende, indem er die Spendung der Taufe an solchen verstorbenen Kindern strengstens untersagt, da alle angeführten Merkmale nicht beweisen, dass die Kinder noch lebendig seien.